# FC KUZBASS Kemerovo
El FC KUZBASS Kemerovo (del ruso: ФК «КУЗБАСС» Кемеров) fue un equipo de fútbol profesional ruso que jugó por última vez en la Segunda División de Rusia, la segunda categoría del fútbol ruso.

## Historia
El equipo se fundó en 1946. Jugó profesionalmente en 1946, 1948–1949, 1957–2002 y desde 2005 hasta 2012, año en el que se disolvió. EL máximo nivel al que jugó el equipo fue el segundo nivel de la Primera Liga Soviética y en el Campeonato de Fútbol de la Liga Nacional, donde jugaron en 1948-1949, 1957–1962, 1966–1969, 1971, 1973–1981, 1983–1990 y 1992-1993. Tan sólo consiguieron un título, el de la Segunda División Soviética de Fútbol en dos ocasiones.

## Cambios de nombre
- 1946 Azot Kemerovo.
- 1947-1956 Khimik Kemerovo.
- 1957 Shakhtyor Kemerovo.
- 1958-1965 Khimik Kemerovo.
- 1966-2000 Kuzbass Kemerovo.
- 2001-2002 Kuzbass-Dynamo Kemerovo.
- 2003 SibOVV Kemerovo.
- 2004-2007 Kuzbass-Dynamo Kemerovo.
- 2008–2012 KUZBASS Kemerovo.

## Entrenadores
- Valentin Tugarin (1962)
- Grigoriy Duganov (1967)
- Viktor Gureev (1974-77)
- Yuri Zabrodin (1976-81)
- Yuri Mironov (1987-89)
- Gennadi Sarychev (1990)
- Arsen Naydyonov (1990)
- Viktor Slesarev (1998)
- Nikolai Agafonov (2002)
- Fedor Shcherbachenko (2007)
- Konstantin Dzutsev (2008-09)
- Eduard Momotov (2010-12)

## Palmarés
- Segunda División Soviética de Fútbol (2): 1970, 1982